# جون هيغينز (ضابط)
جون هيغينز (بالإنجليزية: John Higgins)‏ هو ضابط أمريكي، ولد في 15 أغسطس 1899 في ماديسون في الولايات المتحدة، وتوفي في 7 ديسمبر 1973.